# Trixa pauciseta
Trixa pauciseta là một loài ruồi trong họ Tachinidae.